# Miguel Ruiz
Miguel Ruiz, (Caracas, 20 de dezembro de 1990) é um basquetebolista venezuelano que atualmente joga pelo CD Faustino Sarmiento  disputando a Segunda Liga Argentina. O atleta possui 1,97m, pesa 90kg e atua na posição Ala. Defendendo a Seleção Venezuelana, participou da inédita conquista da Copa América de 2015 na Cidade do México que credenciou a Venezuela ao Torneio Olímpico nos Jogos Olímpicos de Verão de 2016.